# Rosi Golan
Rosi Golan (in ebraico רוזי גולן‎?; Natanya, 1980) è una cantautrice e cantante israeliana.
Risiede a Brooklyn, (New York City), negli Stati Uniti d'America. Le sue canzoni compaiono in vari telefilm statunitensi, tra cui Grey's Anatomy, In Plain Sight, Ghost Whisperer e The Vampire Diaries.

## Biografia
Golan ha vissuto i primi cinque mesi della sua vita a Natanya. Fino all'età di sei anni ha vissuto con i suoi genitori in Europa e dopo con la madre a Natanya, e due anni dopo sì è trasferita Los Angeles. Nel 2001 Rosi Golan acquista la sua prima chitarra e poco dopo inizia a scrivere le sue prime canzoni.
Nel 2008 esce il suo album di debutto The Drifter and the gipsy.
Golan ha avuto alcune apparizioni congiunte con il cantautore William Fitzsimmons. Nel gennaio 2012 si esibisce insieme alla band inglese Snow Patrol.
Nel marzo 2012, la sua canzone Can't go back è utilizzata nella serie televisiva The Vampire Diaries.
Oltre ai suoi album solisti la Golan forma con il cantautore Ari Hest, il progetto The Open Sea.

## Discografia
- 2008 – The Drifter and the Gypsy
- 2011 – Lead Balloon
- 2013 – Fortuna